# الحصيران (المضاربة والعارة)

تعديل مصدري - تعديل

الحصيران هي إحدى قرى عزلة العارة بمديرية المضاربة والعارة التابعة لمحافظة لحج، بلغ تعداد سكانها 20 نسمة حسب تعداد اليمن لعام 2004.